# Збирка најважнијих војних техника
Збирка најважнијих војних техника (кин: 武經總要, чита се Ву чинг зонг јао, енгл. Wu jing zong yao), кинески војни приручник објављен 1044. године. Сматра се класичним делом кинеске ратне вештине.

## Историја
Збирка је састављена и објављена 1044. године по наређењу владе династије Сунг (960-1279) као војни уџбеник.